# Ifako-Ijaiye
Ifako-Ijaiye é uma área de governo local do estado de Lagos, na Nigéria.